# ČSD-Baureihe E 499.1
Die Baureihe E 499.1 (ab 1988: Baureihe 141) ist eine elektrische Lokomotive der einstigen Tschechoslowakischen Staatsbahn (ČSD) für das 3 kV-Gleichstromsystem im Norden und Osten der ehemaligen Tschechoslowakei. Die Lokomotiven stellen eine Weiterentwicklung der Vorgängerbaureihe E 499.0 (heute Baureihe 140) dar.

## Geschichte
Die Lokomotiven der Baureihe E 499.1 wurden ab 1952 als Nachfolger der ČSD-Baureihe E 499.0 von Škoda in Plzeň entwickelt. Ziel der Entwicklung war es, die nach Schweizer Lizenzen hergestellten Baugruppen, wie die Drehgestelle und die Kraftübertragung zwischen Fahrmotor und Radsatz, durch eigene Konstruktionen abzulösen.

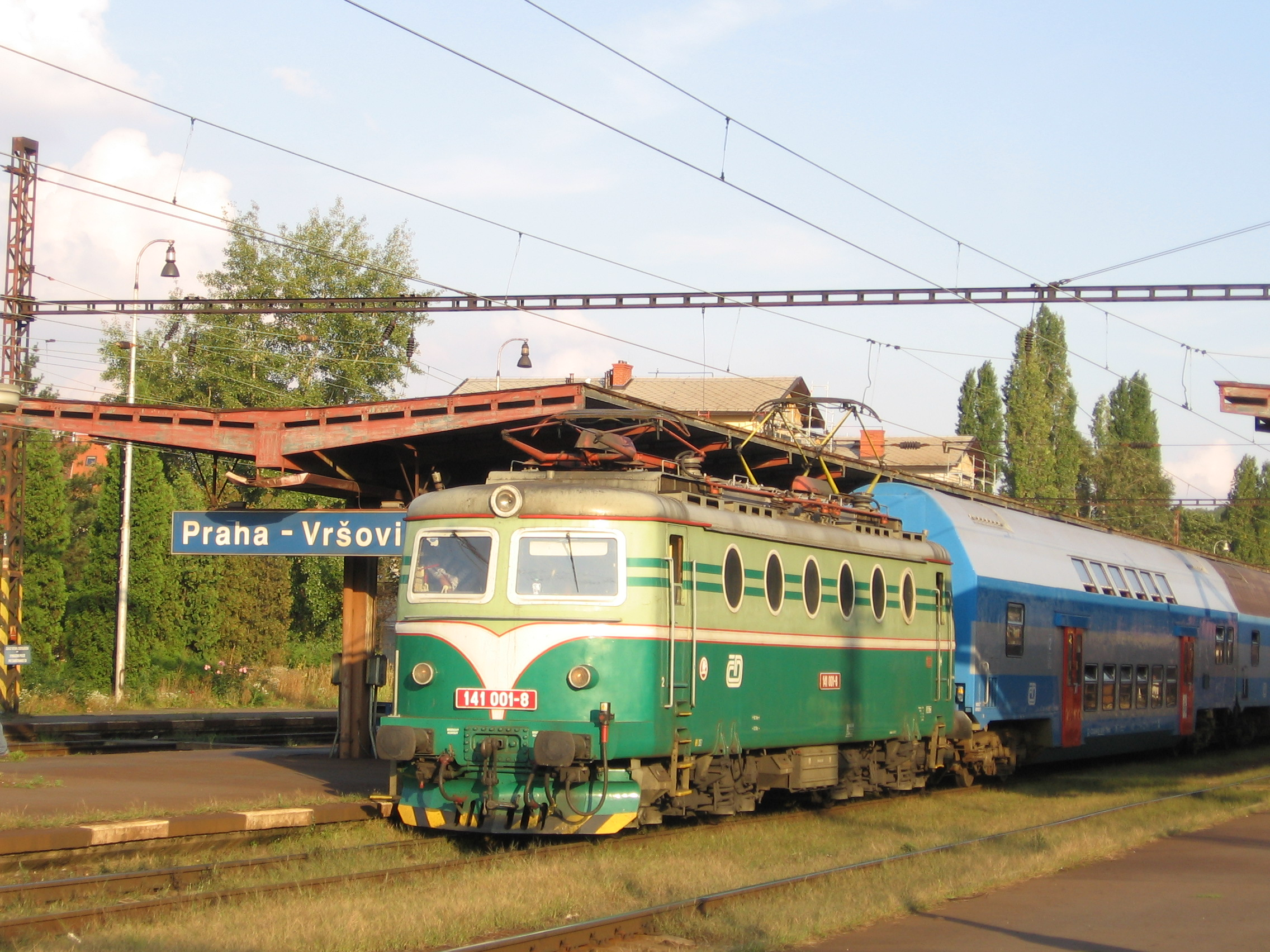
Die Prototyplokomotive 141.001 hat noch den Kasten der Vorgängerbauart E 499.0 mit den runden Fenstern und nach unten ausgerundetem Langträger. (Praha Vršovice; 2008)

Ein erster Prototyp wurde im April 1957 vorgestellt. Noch vor Abschluss der Erprobung des Prototyps wurden in den Jahren 1959 bis 1960 insgesamt 60 Serienlokomotiven hergestellt. Im Gegensatz zur Schweizer Konstruktion wiesen die neuen Drehgestelle allerdings erhebliche Mängel auf. Trotz verschiedener Bauartänderungen, die bei fälligen Instandhaltungsstufen im Ausbesserungswerk realisiert wurden, konnten viele Mängel bis zur Ausmusterung der Reihe nach 2000 nie vollständig beseitigt werden.
Beheimatet wurden die Lokomotiven zuerst in Prag, und später auch in Ústí nad Labem und Česká Třebová.
Nach dem 1957 zwei Vorauslokomotiven geliefert wurden – die noch die lizenzgebundenen Baugruppen aufwiesen – erhielt die Sowjetische Staatsbahn (SŽD) insgesamt 100 Lokomotiven der SŽD-Baureihe ЧС1 (Typ 29E und 41E), die auf der tschechoslowakischen Neukonstruktion der ČSD-Baureihe E 499.1 basierten.
Nach der Auflösung der Tschechoslowakei in die Staaten Tschechien und Slowakei kamen die Lokomotiven vollständig zu den ČD.
E 499.112 ist betriebsfähige Museumslok des Depot Děčín, kommt aber auch im planmäßigen Verkehr zum Einsatz.

## Technische Daten
Die Elektrisch angetriebene Baureihe E499.1 wurde produziert, um sowohl Personenzüge, als auch Güterzüge zu befördern. Das Fahrzeug besitzt auf beiden Stirnseiten jeweils einen besetzbaren Führerraum. Für Mehrfachtraktionsbetrieb und Rangieraufgaben war das Fahrzeug nicht vorgesehen. In der flachen Ebene – und bei geradliniger Strecke – kann die elektrisch angetriebene Lokomotive mit 600 t schweren Personenzügen bis zu 120 km/h erreichen, 1000 t schwere Güterzüge zieht sie mit 80 km/h.

## Galerie

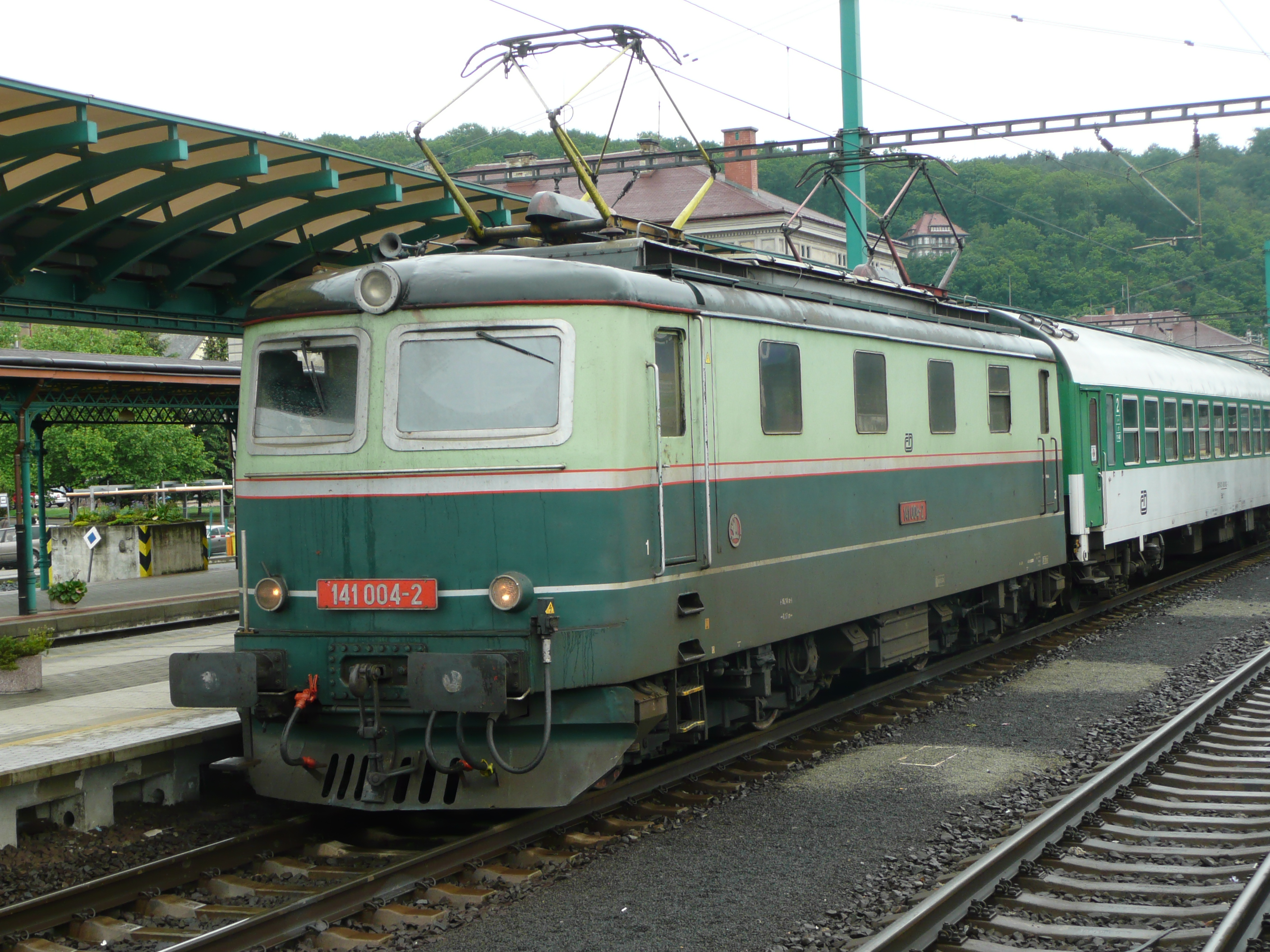
141.004 im Schnellzugeinsatz in Děčín hl.n. (2009)
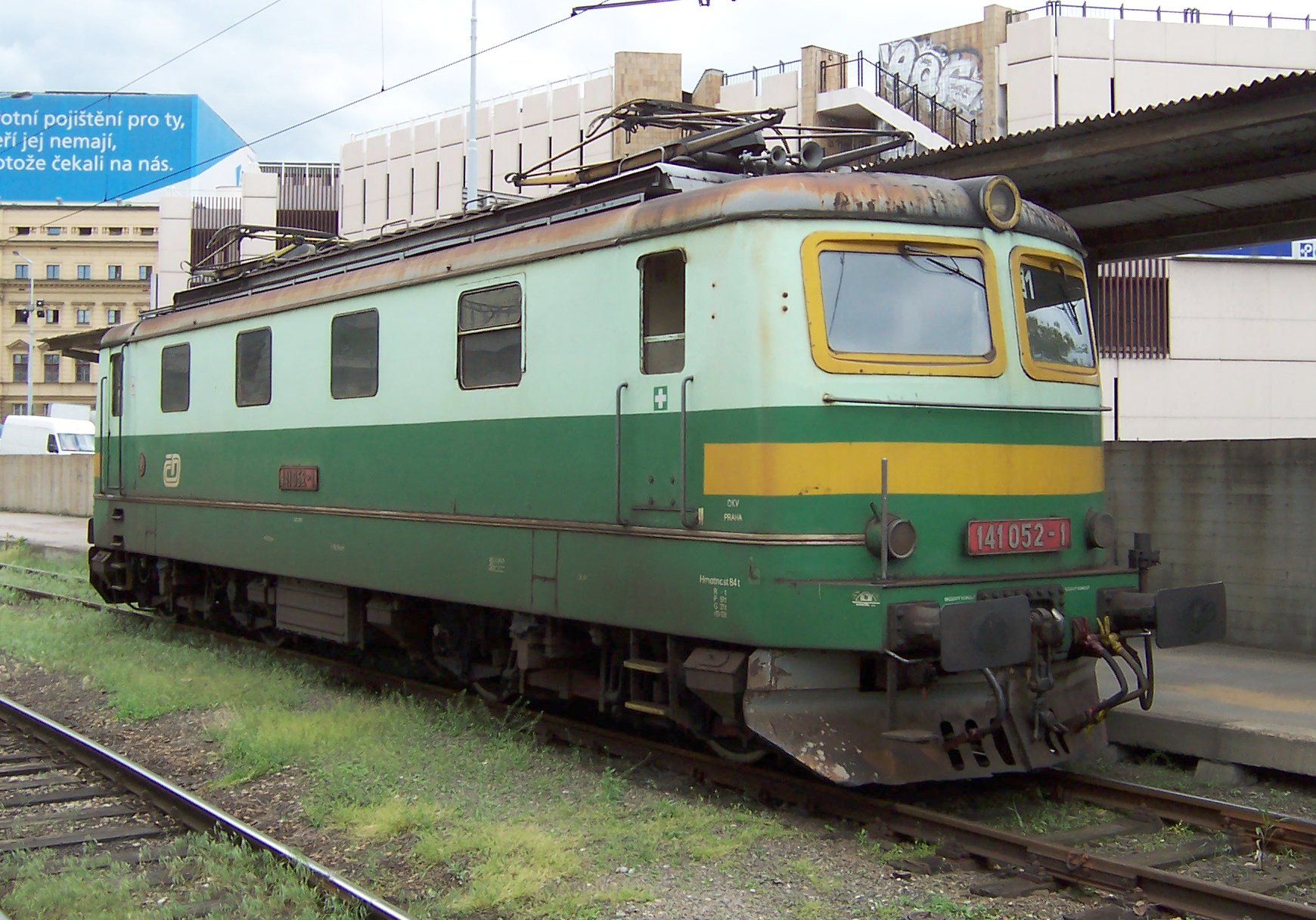
141.042 in Praha hl.n. (2006)
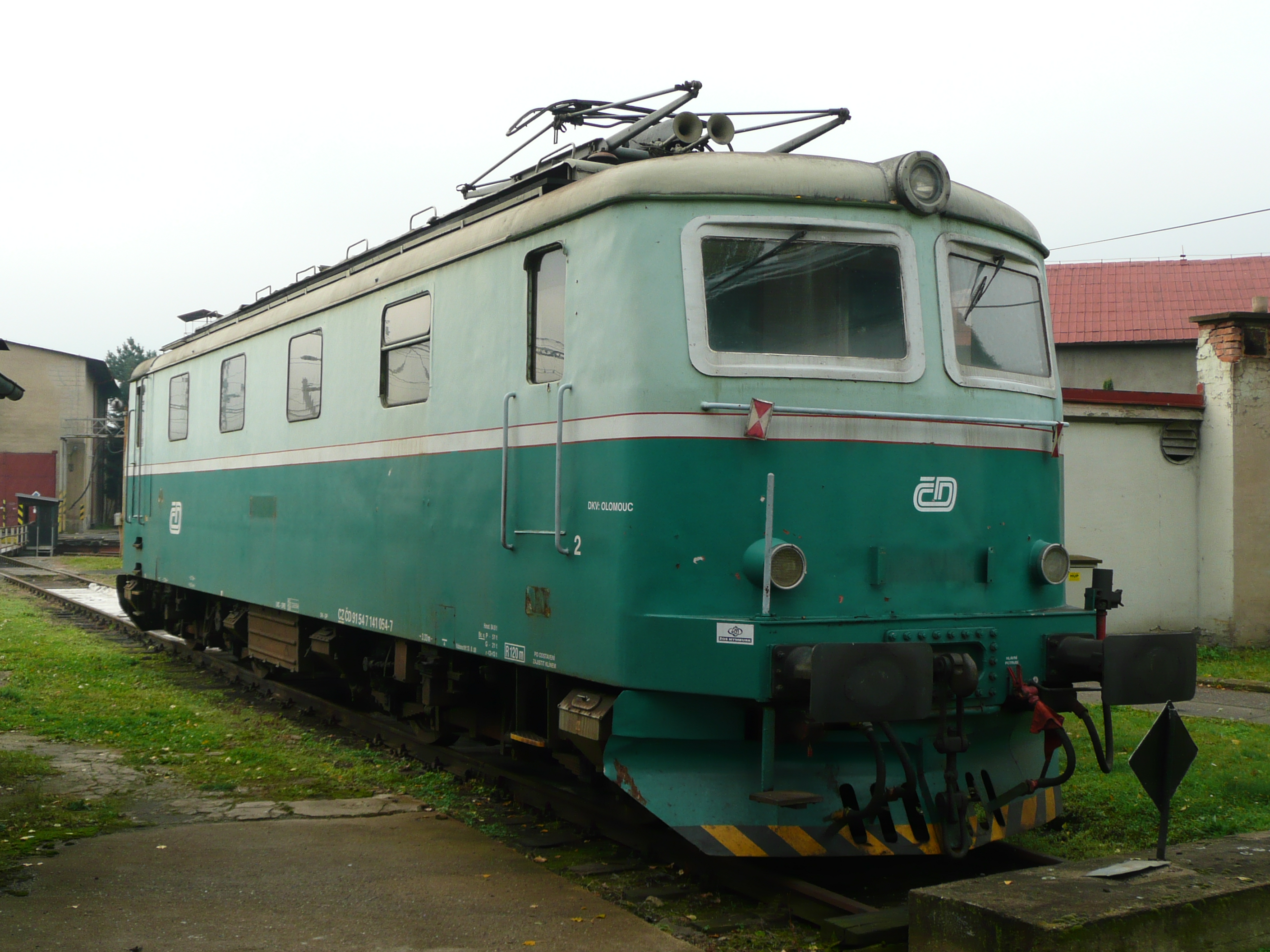
141 054 im Lokdepot Decin (2012)